# فرانسيس بولنك
فرانسيس جان مارسيل بولينك (بالفرنسية: Francis Poulenc)‏ (7 يناير 1899 - 30 يناير 1963) هو ملحن وعازف بيانو فرنسي. تشمل أعماله الألحان، أعمال البيانو الفردية، موسيقى الحجرة، الأوبرا، البالية وحفلات الأوركسترا.

## روابط خارجية
- فرانسيس بولنك على موقع IMDb (الإنجليزية)
- فرانسيس بولنك على موقع الموسوعة البريطانية (الإنجليزية)
- فرانسيس بولنك على موقع ألو سيني (الفرنسية)
- فرانسيس بولنك على موقع ميوزك برينز (الإنجليزية)
- فرانسيس بولنك على موقع أول موفي (الإنجليزية)
- فرانسيس بولنك على موقع قاعدة بيانات برودواي على الإنترنت (الإنجليزية)
- فرانسيس بولنك على موقع قاعدة بيانات الأفلام السويدية (السويدية)
- فرانسيس بولنك على موقع إن إن دي بي (الإنجليزية)
- فرانسيس بولنك على موقع أول ميوزيك (الإنجليزية)
- فرانسيس بولنك على موقع ديسكوغز (الإنجليزية)